# Estatua orante del obispo Barrientos

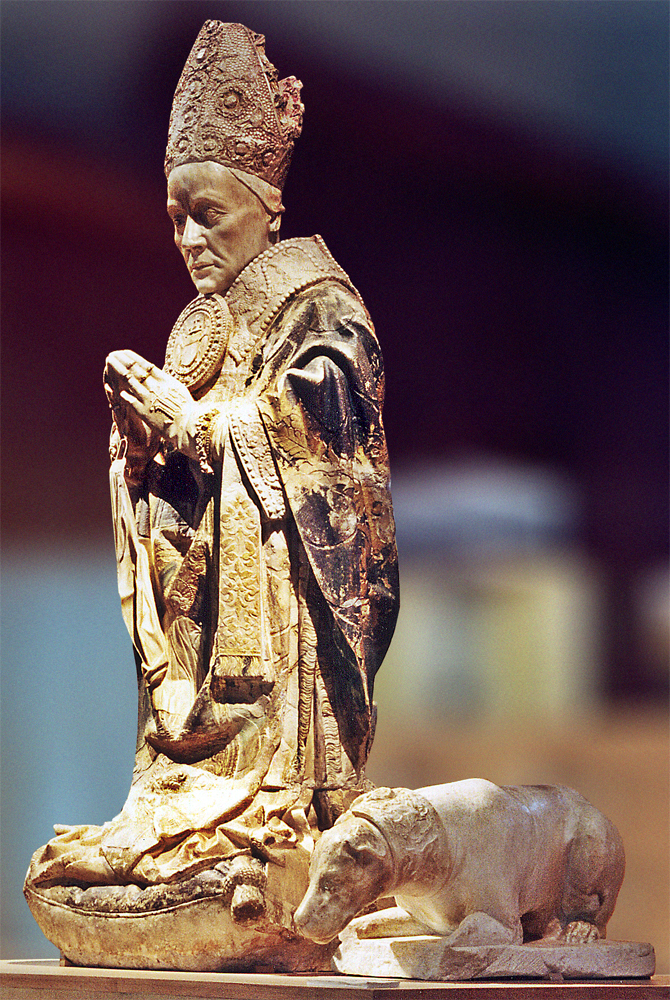
Estatura orante del Obispo Barrientos (1469) (Alabastro, 150×58×72 cm)

Retrato de aparato que formó parte del monumento funerario del obispo Fray Lope de Barrientos, que estuvo  la gloria es de Dios bajo una cúpula mudéjar artesonada, en la capilla del Hospital de la Piedad de Medina del Campo, fundado por él mismo (actualmente desaparecido). Se conserva en el Museo de las Ferias de Medina del Campo. El testamento del obispo, del año 1454, describe como deseaba que fuera su tumba:

"...que el cadáver lo entierren y sepulten en nuestra capilla mayor de nuestro hospital, e lo pongan bajo del bulto de alabastro, según por la vía que nos tenemos fecha e ordenada"

Está esculpido en alabastro, son varias piezas pegadas y ensambladas con espigas metálicas. El rostro es tan naturalista que se supone haya sido obtenido a partir de una máscara mortuoria de cera. Es posible que el cuerpo hubiese estado preparado mucho antes en espera de la muerte el obispo. No es descabellado, pues, pensar que el diseño de estatua orante sea del año 1454 cuando el obispo testó (como vemos en líneas anteriores), aunque no fuese terminada hasta la muerte de Fray Lope.
Al final de la Edad Media se empieza a representar a los difuntos como si estuviesen vivos, en este caso el personaje aparece rezando arrodillado (orante). Se ha indicado que quizá sea la primera figura de modelo orante, ya que se data en el año 1469; aunque tal vez las esculturas de la tumba de los Velasco en el Monasterio de Guadalupe (provincia de Cáceres) de Egas Cueman, del año 1467, sean documentalmente anteriores (sin duda esta es de superior calidad artística). Sin embargo, sabemos que, antes de ir al citado monasterio, Egás Cueman y su hermano Hanequin de Bruselas trabajaron en la Catedral de Cuenca, siendo obispo de la diócesis el propio Lope de Barrientos y, como acabamos de decir, la escultura parece preparada con cierta antelación a la fecha del óbito. Otra figura muy similar es la del infante de Castilla don Alfonso, de la Cartuja de Miraflores (Burgos), por Gil de Siloé (1490).
Es de autor anónimo pero, hay poderosas similitudes con el estilo general de los escultores borgoñones, entre ellos Gil de Siloé, por el virtuosismo en el trabajo del alabastro, tanto en los bordados de la casulla como en los encajes de los puños, las joyas o la pedrería de la mitra y la estola; pero también con el de Egás Cueman por la dureza del plegado y la intensidad de la expresión. En lo referente al rango social del personaje, la abundante ornamentación, la figura del perro, los bordados de la casulla… reflejan la importancia del retratado (lujo, suntuosidad, refinamiento…).